# São Pedro do Suaçuí
São Pedro do Suaçuí là một đô thị thuộc bang Minas Gerais, Brasil. Đô thị này có diện tích 308,771 km², dân số năm 2007 là 5801 người, mật độ 12 người/km².